# Бован
Бован (на сръбски: Бовањ) е село в Сърбия, разположено в община Тутин, Рашки окръг. Населението му според преброяването през 2011 г. е 37 души. При преброяването на населението през 2002 г. има 29 жители, от тях 29 (100,00 %) бошняци.

## Население
Численост на населението според преброяванията през годините:
- 1948 – 120 души
- 1953 – 60 души
- 1961 – 60 души
- 1971 – 69 души
- 1981 – 66 души
- 1991 – 74 души
- 2002 – 29 души
- 2011 – 37 души